# Équipe d'Allemagne de l'Est de football
Cet article traite de l'équipe masculine. Pour l'équipe féminine, voir Équipe d'Allemagne de l'Est de football féminin.
Maillots
L'équipe d'Allemagne de l'Est de football représentait la République démocratique allemande (RDA ou Allemagne de l'Est), ancien État européen qui a existé de 1949 à 1990, dans les compétitions internationales de football. Elle a disparu avec l'intégration de l'Allemagne de l'Est à la République fédérale d’Allemagne (Allemagne de l'Ouest) dans le cadre de la réunification allemande. Cette équipe était placée sous l'égide de la Fédération d'Allemagne de l'Est de football (Deutscher Fußball-Verband)
Elle a disputé son premier match international contre la Pologne en 1952 et son dernier match contre la Belgique en 1990, peu avant la réunification. En 293 rencontres, elle a remporté 138 victoires, obtenu 69 matches nuls et concédé 86 défaites. Sa meilleure performance est la qualification pour la phase finale de la Coupe du monde 1974, où elle a atteint le deuxième tour. (La RDA a également remporté la médaille d'or aux Jeux Olympiques de 1976 mais la FIFA ne reconnaît pas ces rencontres comme matches internationaux A).

## Histoire

### 1949-1957: les débuts
Le premier match officiel A ne date que de 1952, mais l'origine de la sélection est-allemande remonte en fait à 1949. Cette année-là, l’ancien international Helmut Schön est chargé de mettre sur pied une sélection de la zone d'occupation soviétique en Allemagne. La RDA naissante n'étant pas encore reconnue par la FIFA, il n'est cependant pas possible d'organiser des matches internationaux.
Le 24 juillet 1952, le Deutscher Sportausschuß, la commission omnisports qui gouverne alors toutes les activités sportives en RDA (la DFV ne sera fondée qu'en 1958), devient membre à part entière de la FIFA. Le premier match officiel a lieu à Varsovie face à la Pologne le 21 septembre suivant. Entretemps, Helmut Schön a émigré à l'Ouest (une formalité avant l'érection du Mur en 1961) où il connaîtra la gloire avec la RFA. C'est un certain Willi Oelgardt qui est sur le banc pour ce premier match perdu 0-3.
Le 14 juin 1953, la RDA dispute son premier match international à domicile, à Dresde, face à la Bulgarie (0-0). Trois jours plus tard éclate dans tout le pays une insurrection que le pouvoir communiste réprime durement. Tous les rassemblements de masse, y compris les événements sportifs, sont interdits pendant plusieurs mois. La sélection nationale ne retrouve le terrain que le 8 mai 1954 contre la Roumanie (0-1).
L’année suivante, le Hongrois János Gyarmati remplace Willi Oelgardt comme sélectionneur national. C’est un choix heureux : Gyarmati apporte un soin nouveau à la condition physique de ses joueurs et leur inculque des principes de jeu issus de la grande école hongroise. Sous sa férule, les résultats sont en progrès constants. La possibilité de se mesurer aux grands d’Europe de l’Ouest ou d’Amérique du Sud reste cependant limitée par l’isolation diplomatique de la RDA, que beaucoup de pays ne reconnaissent pas encore. Ce n’est qu’en mars 1957 que le premier match contre une équipe de l’Ouest a lieu, le modeste Luxembourg (3-0).

### 1957-1970: la montée en puissance
Face à l’euphorie populaire qu’a provoqué la victoire-surprise du « frère ennemi » de l’Ouest à la Coupe du monde 1954, la RDA, jusque-là absente, s’inscrit pour 1958. Elle se retrouve opposée à la Tchécoslovaquie et au pays de Galles en éliminatoires. Elle bat Galles 2-1 mais ne peut éviter la dernière place. János Gyarmati démissionne sur cet échec.
Après deux courts interludes, un nouveau sélectionneur, le Hongrois Károly Sós, prend l'équipe nationale en main au début des années 60. La RDA échoue certes toujours en éliminatoires de coupe du monde mais se bâtit une réputation d’adversaire coriace, difficile à manier à l’extérieur et capable d’inquiéter les grands à domicile. En Coupe d'Europe des Nations, elle parvient notamment à battre et éliminer la Tchécoslovaquie, récent finaliste du Mundial 1962 (2-1, 1-1). L’équipe est fidèle aux canons du football allemand : puissance physique, rigueur tactique dans toutes les lignes, bonne technique individuelle, animation offensive axée sur le collectif au détriment d’un véritable meneur de jeu, tirs lourds et bon jeu de tête. Hormis quelques aménagement tactiques au fil des années, ce style n’évoluera quasiment plus durant l’existence de la sélection.
Sós passe le relais en 1968 à Harald Seeger, qui échoue lui aussi de peu à se qualifier pour la Coupe du monde 1970 et cède la place à un entraîneur qui monte, récent champion de RDA avec le Carl Zeiss Iéna : Georg Buschner.

### 1970-1976: les grandes années
Nommé contre son gré sous l’insistance des pouvoirs politique et sportif, Buschner cumule son nouveau rôle avec ses fonctions en club pendant la saison 1970-1971 puis se consacre entièrement à la sélection. Il en renforce l'assise défensive et bénéficie d’une nouvelle génération de joueurs de qualité issus des « centres d’excellence » (Leistungszentren) mis en place par le pouvoir central en 1966. Les résultats sont encourageants lors des éliminatoires de l’Euro 1972, où la RDA est à la lutte dans son groupe avec deux fortes équipes, les Pays-Bas et la Yougoslavie, sans finalement parvenir à se qualifier.
Le succès est enfin au rendez-vous entre 1972 et 1974. Forte d'un vivier d’excellents joueurs rompus au plus haut niveau, l’équipe nationale se qualifie avec brio pour la Coupe du monde 1974 face à la Roumanie, la Finlande et l’Albanie. 1973-1974 est la grande saison du football est-allemand, marquée par les excellentes performances des clubs qui s'inscrivent dans la lignée de la qualification obtenue pour le mondial. En Coupe des Champions, le Dynamo Dresde élimine la Juventus au premier tour (2-0, 2-3) et pousse le Bayern Munich, futur vainqueur, dans ses derniers retranchements en huitième de finale (3-4, 3-3) lors d'un double duel de toute beauté. En Coupe UEFA, l’inattendu Lokomotive Leipzig atteint les demi-finales face à Tottenham (1-2, 0-2). Surtout, le FC Magdebourg remporte la Coupe des Coupes face à l’AC Milan (2-0), premier grand trophée d’une équipe est-allemande. C'est donc en pleine confiance que l'équipe d'Allemagne de l'Est aborde la  phase finale de la Coupe du monde 1974.
En pleine guerre froide, l'enjeu politique est fort. Outre le fait que le tournoi ait lieu chez le grand rival ouest-allemand, la RDA hérite au premier tour de deux adversaires hautement symboliques : le Chili, où la junte de Pinochet vient de renverser dans le sang le président socialiste Salvador Allende, et surtout la RFA elle-même pour un duel sans précédent entre les deux équipes. La modeste Australie complète le tableau. Là où les Soviétiques avaient préféré l'élimination par forfait plutôt que d'effectuer le déplacement à Santiago au Chili en barrage retour en novembre 1973, la RDA ne craint pas d'affronter le Chili.

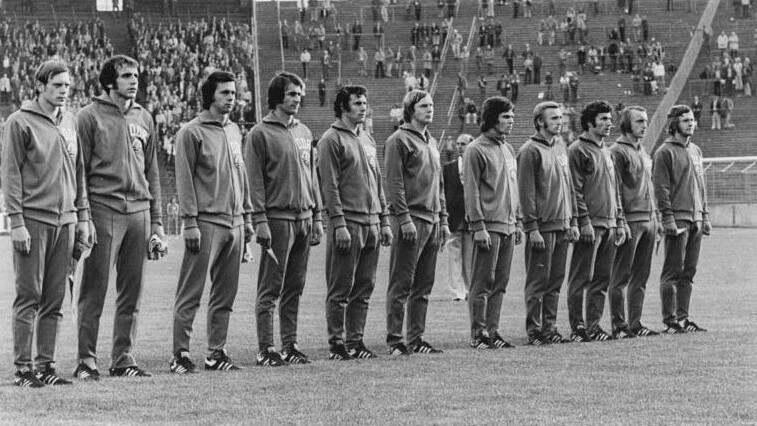
Le onze de départ de la RDA contre l'Australie

La RDA vient facilement à bout de l'Australie le premier jour (2-0) puis concède un nul âprement disputé (1-1) aux rugueux Chiliens. Au moment du coup d'envoi du dernier match du groupe 1 qui les oppose, les deux Allemagne savent qu'elles sont déjà mathématiquement qualifiées pour le second tour. Ce choc historique, dans le Volksparkstadion de Hambourg plein à craquer, sert donc à décider de la première et de la seconde place. Ce 22 juin 1974, la surprise est totale. La RFA, championne d'Europe en titre, est nettement favorite mais une RDA solide et étonnamment joueuse, organisée de main de maître par Buschner, met sous l'éteignoir Franz Beckenbauer et ses coéquipiers. Après 77 minutes d'un match tendu, indécis, on s'achemine vers un 0-0 quand l'attaquant est-allemand Jürgen Sparwasser hérite d'une longue balle en profondeur, résiste à la charge de son garde du corps Berti Vogts et fusille Sepp Maier de près. Vainqueurs 1-0, les Allemands de l'Est s'offrent un tour d'honneur pour célébrer un exploit qui restera unique. Jamais plus, dans l'Histoire, les deux équipes nationales allemandes ne se rencontreront.
La RDA a en fait remporté une victoire à la Pyrrhus : vainqueur de son groupe, elle se retrouve au second tour dans un groupe A particulièrement difficile en compagnie de l'Argentine, du Brésil, tenant du titre, et surtout des Pays-Bas de Cruyff, épouvantails du tournoi qui ont fait si forte impression au premier tour. Les Allemands de l'Est font figure honorable face au Brésil (0-1) et aux Pays-Bas (0-2) avant d'être tenus en échec par l'Argentine, déjà éliminée elle aussi, lors d'un dernier match sans grand enjeu (1-1), un résultat qui leur permet toutefois, grâce à la différence de buts, de terminer à la troisième place du groupe.
Coupe du monde 1974 - Premier tour, 3e journée - Hambourg (Volksparkstadion) - 22 juin 1974

   RFA   0:1   RDA     

RDA : 

Jürgen Croy (BSG Zwickau)

Gerd Kische (Hansa Rostock), Konrad Weise (Carl Zeiss Iéna), Bernd Bransch (Chemie Halle), Siegmar Wätzlich (Dynamo Dresde)

Lothar Kurbjuweit (Carl Zeiss Iéna), Reinhard Lauck (Dynamo Berlin), Hans-Jürgen Kreische (Dynamo Dresde), Harald Irmscher (Carl Zeiss Iéna) (65e Erich Hamann (Vorwärts Francfort-sur-l'Oder))

Jürgen Sparwasser (FC Magdebourg), Martin Hoffmann (FC Magdebourg)

But: Sparwasser (77e)

Après ces bons résultats, la RDA est favorite de son groupe de qualification pour l'Euro 1976, dans lequel elle croise pour la première fois le chemin de l'équipe de France. Elle concède à la dernière minute le match nul à Paris (2-2) puis s'impose sans discussion (2-1) au retour à Leipzig. Mais deux grosses contre-performances des Allemands de l'Est face à la petite Islande (1-1 à Magdebourg, 1-2 à Reykjavik) scellent une surprenante élimination au profit de la Belgique.
Plus tard, l'équipe A de RDA dispute le tournoi olympique de football de 1976 grâce au statut d'amateurs d'État dont bénéficient les sportifs du bloc de l'Est. Sous le nom de "sélection olympique", elle remporte la médaille d'or en battant la Pologne, troisième du dernier mondial, en finale (3-1). Ce titre olympique, que la FIFA ne reconnaît cependant pas comme international A, reste la plus grande victoire du football est-allemand.

### 1976-1988: souvent placé, jamais gagnant
Jusqu'au début des années 80, la RDA continue sur sa lancée, toujours proche d'une qualification mais jamais élue. En éliminatoires de la Coupe du monde 1978, elle échoue à un point de l'Autriche à cause notamment d'un match nul (1-1) concédé à domicile contre la Turquie et est éliminée sans pourtant avoir connu la défaite. Deux ans plus tard, la RDA laisse échapper la qualification pour l'Euro 1980 lors du tout dernier match en s'inclinant à domicile (2-3) face aux Pays-Bas qui empochent le ticket. Pour le Mundial 1982, elle est éliminée plus nettement par la Pologne, future troisième du tournoi, qui la bat à deux reprises. Georg Buschner est limogé sur cet échec et est remplacé par Rudolf Krause.
Krause ne reste qu'un an à la tête de la sélection en raison du médiocre parcours de la RDA en éliminatoires de l'Euro 1984 où elle n'est jamais en mesure de disputer la qualification à la Belgique. C'est Bernd Stange qui prend le relais fin 1983. Sous sa férule, la RDA modernise son jeu. En éliminatoires de la Coupe du monde 1986, elle croise de nouveau la France qui vient de remporter à l'Euro son premier grand titre. Défaits 2-0 au Parc des Princes, les Allemands de l'Est terrassent les champions d'Europe sur le même score à Leipzig au retour. Mais la RDA ne parvient finalement pas à surmonter sa défaite à domicile contre la Yougoslavie (2-3) lors de son tout premier match et termine troisième un point seulement derrière la France et la Bulgarie, les deux qualifiés du groupe.
Sur la route de l'Euro 1988, la RDA est opposée à l'URSS, l'Islande, la Norvège et, pour la troisième fois, la France. Elle réalise un bon parcours, livrant notamment un duel à distance avec l'URSS. Mais en concédant à domicile le point du nul au match retour contre les Soviétiques (1-1) elle laisse passer sa chance. La RDA s'impose 1-0 à Paris contre la France lors du dernier match, pour l'honneur, car l'URSS s'est déjà emparée de la première et unique place qualificative.
Durant cette période, et malgré l'émergence d'une bonne relève, l'équipe nationale souffre de la fuite à l'Ouest de nombreux grands espoirs, poussés à l'exil par le durcissement du pouvoir communiste et la détérioration de la situation économique. Ainsi, en 1976, le gardien Jürgen Pahl et l'excellent milieu Norbert Nachtweih passent à l'Ouest à l'occasion d'un match de l'équipe nationale Espoirs. En 1979, c'est l'entraîneur de ces mêmes Espoirs, Jörg Berger, qui fait de même. En 1980, c'est le tour du défenseur Lutz Eigendorf, qui trouvera la mort trois ans plus tard dans un mystérieux accident de voiture où certains verront la main de la Stasi. En 1981, les internationaux Gerd Weber, Peter Kotte et Matthias Müller sont arrêtés, emprisonnés et suspendus à vie après une tentative infructueuse. En 1983, enfin, les internationaux Espoirs Falko Götz et Dirk Schlegel passent à leur tour en RFA. Ces défections répétées conduisent à une surveillance extrême de la sélection est-allemande par la Stasi par l'intermédiaire de nombreux informateurs dont Bernd Stange lui-même. Ces agissements pénalisent l'équipe encore davantage. Ainsi, par exemple, l'excellent attaquant Hans Richter voit une prometteuse carrière brisée net par de simples soupçons de pensées pro-occidentales.

### 1989-1990: la fin
Les éliminatoires de la Coupe du monde 1990 commencent mal pour la RDA et Bernd Stange est remplacé par Manfred Zapf après une défaite (3-1) en Turquie. Par la suite, le football passe au second plan face aux bouleversements politiques qui s'amorcent dans le pays. En manque de bons résultats et peu aimé de ses joueurs, Zapf est remplacé à la mi-1989 par Eduard Geyer qui remet la RDA sur les rails de la qualification, grâce à une victoire primordiale (2-1) contre le premier du groupe, l'URSS. Les Allemands de l'Est ont leur destin en main avant d'affronter un rival direct, l'Autriche, à Vienne. Mais ce 15 novembre 1989, six jours seulement après la chute du mur de Berlin, les esprits sont ailleurs. Un nul pouvait suffire mais la RDA encaisse une nette défaite (3-0). Éliminée, la RDA venait alors de jouer son dernier match en compétition officielle.
La réunification est entérinée peu après le tirage au sort des éliminatoires de l'Euro 92 qui place l'Allemagne de l'Ouest et l'Allemagne de l'Est dans le même groupe. La RDA en sursis annonce son retrait logique au profit d'une équipe d'Allemagne unifiée, quelques semaines avant le début des rencontres. Le premier match de ces éliminatoires contre la Belgique à Bruxelles est toutefois maintenu au calendrier mais se trouve reclassé en amical. En revanche, la rencontre suivante entre les deux équipes allemandes à Leipzig, d'abord maintenue au calendrier comme "match de l'union" amical, est finalement annulée en raison du risque élevé de violence dans la foule. C'est donc avec la certitude d'être le dernier onze est-allemand de l'Histoire que les joueurs entrent sur la pelouse bruxelloise le 12 septembre 1990.
Eduard Geyer a eu beaucoup de mal à constituer un groupe pour ce match d'adieu. À l'exception de Matthias Sammer, toutes les vedettes de l'époque (Rainer Ernst, Ulf Kirsten, ou autres Andreas Thom) et nombre d'autres joueurs ont décliné la sélection ou se sont vu refuser un bon de sortie par les clubs ouest-allemands où ils évoluent déjà. Geyer ne dispose en fait que de quatorze joueurs (au lieu des dix-huit d'usage à l'époque) qui constituent une véritable équipe B : hormis Sammer, aucun d'entre eux ne compte plus de dix sélections. Pourtant, face à une Belgique plus forte sur le papier mais peut-être moins motivée par l'événement, ces seconds couteaux décrochent une victoire inattendue (2-0) qui permet à leur équipe nationale d'achever son existence la tête haute. Le deuxième gardien Jens Adler, entré en jeu trois minutes avant le coup de sifflet final, sera le dernier international de l'histoire de la RDA... sans avoir touché une seule fois le ballon.

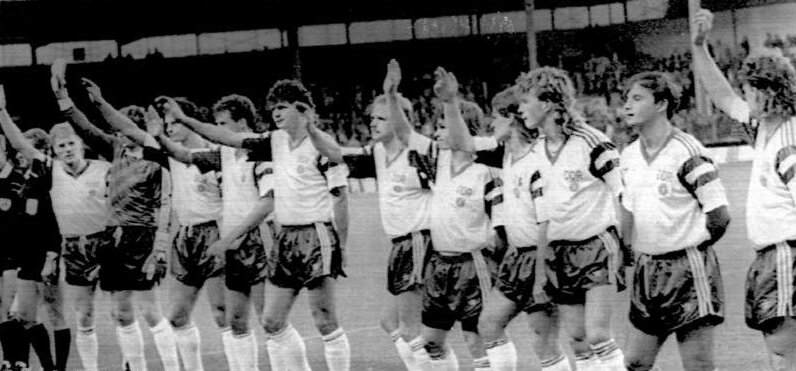
Le dernier match de la RDA: une victoire 2-0 en Belgique.

### Bilan

Carte des matchs de la RDA

Sur ses 283 matchs internationaux joués entre 1952 et 1990, la RDA a joué contre 52 équipes différentes. Elle a gagné 133 fois, fait 66 matchs nuls et concédé 84 défaites. Ses adversaires privilégiés ont été les pays du bloc communiste : 19 matchs contre la Pologne, 18 contre la Bulgarie et contre la Roumanie, 17 contre la Tchécoslovaquie et l'URSS, et 16 contre la Hongrie.
Sur les 130 matchs joués à domicile, vingt stades de dix-sept villes ont accueilli au moins un match de la sélection : 
| Ville            | Stade                                               | Matchs | premier-dernier match |
| ---------------- | --------------------------------------------------- | ------ | --------------------- |
| Leipzig          | Zentralstadion                                      | 45     | 1957–1989             |
| Berlin-Est       | Walter-Ulbricht-Stadion/Stadion der Weltjugend      | 13     | 1954–1988             |
| Berlin-Est       | Friedrich-Ludwig-Jahn-Sportpark                     | 10     | 1971–1990             |
| Dresde           | Heinz-Steyer-Stadion, Rudolf-Harbig-/Dynamo-Stadion | 10     | 1953–1989             |
| Karl-Marx-Stadt  | Ernst-Thälmann-Stadion                              | 09     | 1956–1990             |
| Rostock          | Ostseestadion                                       | 08     | 1954–1980             |
| Magdebourg       | Ernst-Grube-Stadion                                 | 08     | 1963–1989             |
| Erfurt           | Georgi-Dimitroff-Stadion                            | 05     | 1961–1989             |
| Gera             | Stadion der Freundschaft                            | 05     | 1966–1987             |
| Halle (Saale)    | Kurt-Wabbel-Stadion                                 | 05     | 1975–1988             |
| Iéna             | Ernst-Abbe-Sportfeld                                | 02     | 1970, 1981            |
| Frankfurt (Oder) | Stadion der Freundschaft                            | 02     | 1974, 1985            |
| Cottbus          | Stadion der Freundschaft                            | 02     | 1976, 1988            |
| Potsdam          | Karl-Liebknecht-Stadion                             | 02     | 1977, 1985            |
| Senftenberg      | Stadion der Bergarbeiter                            | 01     | 1981                  |
| Zwickau          | Georgi-Dimitroff-Stadion                            | 01     | 1984                  |
| Aue              | Otto-Grotewohl-Stadion                              | 01     | 1984                  |
| Brandenburg      | Stahl-Stadion                                       | 01     | 1987                  |

## Le dopage et l'équipe de RDA
Comme la plupart de ses homologues du bloc de l'Est, le régime de la RDA utilisait le sport comme arme de propagande et d'identité nationale. L'État avait développé des structures tentaculaires de détection et formation des jeunes talents dans toutes les disciplines, tout particulièrement dans les sports "olympiques" (athlétisme, natation), et n'hésitait pas à pratiquer systématiquement le dopage pour décrocher médailles et titres. Le football, n'étant qu'une discipline olympique de second plan, était moins sujet à cette pratique. Des exemples ponctuels de dopage par les clubs est-allemands en Coupe d'Europe ont été relevés, mais l'équipe nationale n'a jamais échoué aux (rares) contrôles pratiqués en compétition.

## Palmarès

### Parcours enCoupe du monde
- 1954 : Non inscrit
- 1958 : Tour préliminaire
- 1962 : Tour préliminaire
- 1966 : Tour préliminaire
- 1970 : Tour préliminaire
- 1974 : Groupe 2d tour (quart de finale)
- 1978 : Tour préliminaire
- 1982 : Tour préliminaire
- 1986 : Tour préliminaire
- 1990 : Tour préliminaire

### Parcours enChampionnat d'Europe
- 1960 : Huitième de finale
- 1964 : Huitième de finale
- 1968 : Tour préliminaire
- 1972 : Tour préliminaire
- 1976 : Tour préliminaire
- 1980 : Tour préliminaire
- 1984 : Tour préliminaire
- 1988 : Tour préliminaire

### Parcours auxJeux olympiques
- 1948 : Non inscrit
- 1952 : Non inscrit

De 1956 à 1964, le Comité international olympique n'accepte que la participation d'une équipe unifiée d'Allemagne.

- 1956 : Premier tour (sous la bannière Équipe unifiée d'Allemagne)
- 1960 : Tour préliminaire
- 1964 :  Médaille de bronze (sous la bannière Équipe unifiée d'Allemagne)
- 1968 : Tour préliminaire
- 1972 :  Médaille de bronze (partagée avec l'URSS)
- 1976 :  Médaille d'or
- 1980 :  Médaille d'argent
- 1984 : Tour préliminaire
- 1988 : Tour préliminaire

### Trophées divers
- 1er Tournoi international de Malte (1988)[6].

## Joueurs est-allemands

### Joueurs les plus capés

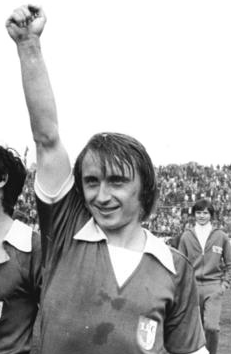
Joachim Streich, joueur le plus capé et meilleur buteur de l'histoire de l'équipe de RDA.

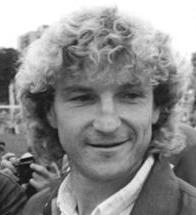
Hans-Jürgen Dörner, deuxième joueur le plus capé, lors de son jubilé

| #  | Joueur               | Carrière  | Sélections |
| -- | -------------------- | --------- | ---------- |
| 1  | Joachim Streich      | 1969-1984 | 98         |
| 2  | Hans-Jürgen Dörner   | 1969-1985 | 96         |
| 3  | Jürgen Croy          | 1967-1981 | 86         |
| 4  | Konrad Weise         | 1970-1981 | 78         |
| 5  | Eberhard Vogel       | 1962-1976 | 69         |
| 6  | Bernd Bransch        | 1967-1976 | 64         |
| 7  | Ronald Kreer         | 1982-1989 | 65         |
| 8  | Peter Ducke          | 1960-1975 | 64         |
| 9  | Martin Hoffmann      | 1973-1981 | 63         |
| 10 | Gerd Kische          | 1971-1980 | 59         |
| =  | Lothar Kurbjuweit    | 1970-1981 | 59         |
| =  | Matthias Liebers     | 1980-1988 | 59         |
| 13 | Rainer Ernst         | 1981-1990 | 56         |
| =  | Henning Frenzel      | 1961-1974 | 56         |
| 15 | Reinhard Häfner      | 1971-1984 | 54         |
| 16 | Jürgen Pommerenke    | 1972-1983 | 53         |
| 17 | Andreas Thom         | 1984-1990 | 51         |
| 18 | Hans-Jürgen Kreische | 1968-1975 | 50         |
| 19 | Ulf Kirsten          | 1985-1990 | 49         |
| =  | Jürgen Sparwasser    | 1969-1977 | 49         |

### Meilleurs buteurs
| #  | Joueur               | Buts |
| -- | -------------------- | ---- |
| 1  | Joachim Streich      | 53   |
| 2  | Hans-Jürgen Kreische | 25   |
| =  | Eberhard Vogel       | 25   |
| 4  | Rainer Ernst         | 20   |
| 5  | Henning Frenzel      | 19   |
| 6  | Jürgen Nöldner       | 16   |
| =  | Andreas Thom         | 16   |
| 8  | Peter Ducke          | 15   |
| =  | Martin Hoffmann      | 15   |
| 10 | Ulf Kirsten          | 14   |
| =  | Jürgen Sparwasser    | 14   |

## Sélectionneurs

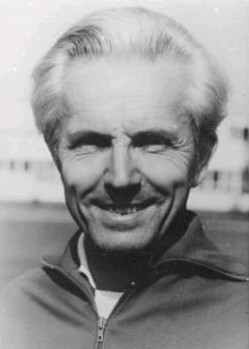
Georg Buschner, sélectionneur emblématique de 1970 à 1981

| Nom            | De                | À                 | Nombre de matchs joués |
| -------------- | ----------------- | ----------------- | ---------------------- |
| Willi Oelgardt | 21 septembre 1952 | 14 juin 1953      | 03                     |
| Hans Siegert   | 8 mai 1954        | 24 octobre 1954   | 03                     |
| János Gyarmati | 18 septembre 1955 | 27 octobre 1957   | 10                     |
| Fritz Gödicke  | 1er mai 1958      | 28 juin 1959      | 15                     |
| Heinz Krügel   | 12 août 1959      | 16 avril 1961     | 03                     |
| Károly Sós     | 14 mai 1961       | 18 novembre 1967  | 43                     |
| Harald Seeger  | 6 décembre 1967   | 19 décembre 1969  | 12                     |
| Georg Buschner | 16 mai 1970       | 10 octobre 1981   | 113                    |
| Rudolf Krause  | 26 janvier 1982   | 18 mai 1983       | 20                     |
| Bernd Stange   | 26 juillet 1983   | 13 avril 1988     | 51                     |
| Manfred Zapf   | 31 août 1988      | 20 mai 1989       | 06                     |
| Eduard Geyer   | 6 septembre 1989  | 12 septembre 1990 | 12                     |